# Український еміграційний спортивний рух
Український еміграційний спортивний рух як помітне явище виник під час Першої світової війни. Цьому сприяли хвиля піднесення українського спортивного руху на західноукраїнських землях напередодні війни 1914 року та численна військова депортація полонених українців з російської армії, а згодом з Армії Української Народної Республіки (УНР) та Української Галицької Армії (УГА).

## Перша світова війна та визвольні змагання (1914—1919)
Екстремальні умови побуту військовополонених вимагали згуртування задля виживання та самоутвердження. В табірних умовах молоді бійці прагнули до національної окремішності. Вони знаходили таку можливість у спортивних вправах. Спорт у цьому випадку був не тільки фактором тілесного вдосконалення, збереження здоров'я, але й символом єднання українців, внутрішнього самоутвердження, почуття власної гідності.
У 1914—1918 рр. близько 500 тисяч українців з російського війська потрапили до німецького й австро-угорського полону. Заходами Союзу Визволення України кілька десятків тисяч вояків-українців було згруповано до українських таборів. У Німеччині таких було три: у Раштаті, Зальцведелі і Вецлярі, в Австрії — один у Фрайштадті.
Саме ці табори військовополонених стали своєрідними пунктами підготовки національно-свідомої молоді, внаслідок розгорнутої широкої культурно-просвітницької роботи. Серед інших культурно-просвітницьких осередків належне місце в цих таборах посідали і руханково-спортивні товариства. Перше таке товариство під назвою «Січ» ім. гетьмана Петра Дорошенка було утворено в липні 1916 року в таборі Фрайштадта. Одним із завдань цього товариства було налагодити підготовку інструкторів-січовиків для організації руханкових товариств після очікуваного повернення на Україну. Подібні завдання стояли і перед руханково-спортивними гуртками в таборах на території Німеччини. Збереглось сьогодні мало відомостей про характер занять в «Січах», але результат роботи цих товариств був відчутний: «Ще до закінчення війни біля ста січовиків із Фрайштадту, а ще більше з українських таборів у Німеччині, було вислано на Волинь, Холмщину й Підляшшя, де вони разом з Українськими Січовими Стрільцями закладали народні школи і проводили національно-культурну працю, пробуджуючи національну свідомість».
Як зазначають дослідники української еміграції, таборові «Січі» були досить чисельні. Наприклад, «Січ» у Фрайштадті налічувала в лютому 1918 року 960 членів. Після укладення Берестейського миру з полонених українців у лютому-березні 1918 року розпочалося формування Сірої та Синіх Дивізій. Товариства «Січі» стали першими куренями, що розгорнулись у полки й дивізії. Тобто знову, як і при формуванні Українського Січового Стрілецтва, вихованці руханкових товариств були основою для формування українських військових частин.
І хоча визвольна боротьба 1917—1919 рр. не увінчалась перемогою, спортивно-руханкове життя продовжувалось за межами України.

## Табори в Чехословаччині (1919—1923)
У травні 1919 року підрозділи Українського війська змушені були перейти через Карпати на територію Чехословаччини. На батьківщині Мірослава Тирша — засновника сокільства, український еміграційний спортивний рух набув ще виразнішого характеру.

### Німецьке Яблонне
В чеській еміграції опинились десятки тисяч молоді, переважно бійців обох Українських Армій. Перший спортивний гурток виник у таборах інтернованих на території Чехословацької Республіки в Німецькому Яблонному.
У Німецькому Яблонному, де в червні 1919 р. опинилась п'ятитисячна Бригада Української Галицької Армії, ситуація складалась вкрай несприятлива. Ширились тиф та інші хвороби, не було жодних перспектив на майбутнє, будь-який зв'язок з Україною був відсутній, настрій бійців був пригнічений. Ймовірно, що стабілізацію в табірне життя вніс приїзд проф. Івана Боберського, визнаного перед війною авторитета в галузі руханки й спорту, а на той час офіційного представника Секретаріату ЗУНР. Бригаду було реформовано, знято карантин. Щоденно почала проводитися ранкова гімнастика та біг. Але найбільшою популярністю у таборі користувався футбол, хоча величезною проблемою було придбати м'яча. Існувало навіть декілька команд із назвою «Україна»: 1а, 1б, 2а, 2б. Щонеділі відбувались футбольні зустрічі з командами Ліберця, Гайдена, Німесу, Гротав, Розенталя та інших міст. Прихильники футболу організували спортивний гурток «Україна» на честь популярного в повоєнні роки львівського спортивного товариства. Гурток затвердив свій статут. Першим головою «України» став підхорунжий Коник. Активною працею у гуртку виділялися поручник Палійчук та сотник Андрій Фовицький, який згодом здобув вищу фізкультурну освіту в Берліні, а переїхавши до Аргентини, зорганізував та очолив «Сокіл» у Буенос-Айресі. Згодом відкрилась секція легкої атлетики. Спортивний гурток «Україна», у руслі з іншими табірними осередками, ставив собі за мету засобами спорту згуртувати усіх інтернованих бійців.
У березні 1920 р. у Німецькому Яблонному виникає відділ Січе-Соколів (четар Созанський, сотник Кульчицький) на зразок колишніх галицьких «Січей» та «Соколів». Січе-Соколи активно і цілеспрямовано готувались до участі у VII Всесокільському Здвизі, що мав відбутися у Празі. Однак, представляти Україну на цьому слов'янському святі через брак коштів таборянам не довелося.
У річницю перебування Бригади в Німецькому Яблонному спортивний гурток влаштував на головному майдані міста спортивне свято.
Крім спортивних тренувань у таборі відбувалися і теоретичні заняття про значення та вплив фізичних вправ на організм людини.
Велику підтримку, в тому числі матеріальну, для розвитку спорту в таборі надавала молодіжна Християнська організація — Y.М. С. А. (Young Men's Christian Association). Табірною мовою «Химка», або «Имка», постачала до табору спортивне знаряддя, сприяла контактам з чеськими спортсменами, зокрема, зорганізувала зустріч із відомим на той час чеським шахістом Опоченським.
Упродовж 1920 і 1921 років у таборі було проведено ряд змагань, які засвідчили про неабиякий рівень спортивних досягнень, зокрема, в легкій атлетиці. В день 71 уродин чехословацького президента Томаша Масарика, спортивний гурток «Україна» влаштував оригінальну легкоатлетичну естафету (8 чол. по 200 м), щоб у такий спосіб привітати президента від імені Бригади за участю восьми українських команд Німецького Яблінного.
Крім легкої атлетики, спортивний гурток, який набував зростаючого авторитету, організовував тренування та змагання з волейболу, тенісу, боксу, велоспорту. Особливе зацікавлення проявили таборяни до можливості займатись плаванням на ставі «Айзенвассер». Найвправнішим плавцем був підполковник Федорович.
Неабияк впливала на спортивний рух у таборі особиста підтримка та сприяння коменданта Бригади генерала Курмановича.
У жовтні 1921 р. табір у Німецькому Яблонному припинив своє існування. Однак, ті хто від'їздили з нього, організовували спортивні гуртки на місцях свого тимчасового проживання в Пардубицях, Ліпніку-Влкаві на Мораві та Градці-Краловому.
У Німецькому Яблонному поблизу села Ляден залишився пам'ятник тим, що не змогли продовжити свій тернистий шлях.

### Йозефов
Від квітня 1921 р. частина українських вояків знаходилась у чеському таборі у Йозефові. Частково до Йозефова прибули українські вояки з Ліберця. В червні 1920 року в Ліберцях перебувало близько 900 українців-галичан, що повертались з італійського полону, а також близько 500 бійців із групи генерала Кравса і з Херсонської дивізії. Руханкове життя в цьому таборі не було таким активним, як у Німецькому Яблонному. Однак, і тут було багато ентузіастів спорту, які у вересні 1920 року утворили серед стрільців спортивний осередок. Активною діяльністю відзначалися Модест Купчанко, поручник Остапяк, поручник Слєзак, сотник Косар, сотник Циганик та ін. В таборі Йозефова умови були надзвичайно складними. Проте, спортивне життя й у цьому таборі продовжувалось. Один із бараків було обладнано під рухівню. Першими розпочали свої заняття футболісти. Створилася легкоатлетична секція, члени якої займалися бігом на довгі дистанції та метаннями. «Наслідком невтомних вправ деякі бігці дійшли до такого аполіду, що сміло могли рівнятися навіть із сильнішими змагунами чеських спортових клюбів».
На легкоатлетичних змаганнях у Йозефові в бігу на дистанції 10.000 м перші три місця посіли саме таборяни — пор. Заславський, чет. Зелений, чет. Сулятицький, у метанні диску та стрибках у висоту відзначився сотн. Фовицький.
Від осені 1921 року багато молодих стрільців покидали табір, від'їжджали на навчання до Праги й Брно. Проте, нечисельні спортивні гуртки існували в українських таборах ще до 1923 року. «Майно еміграційного загалу зібрано до купи, частину відіслано до Львова, а частину поскладали до скринь і відвезли до Музею Визволення України у Празі» — так закінчувалось перебування колишнього українського війська на чеській землі.

## Табори в Польщі (1919—1923)
Окрім Німеччини, Австрії чи Чехословаччини український еміграційний спорт розвивався і на польській території. Від 25 до 30 тисяч полонених бійців нараховувалось на початку 20-х років у декількох таборах Польщі. У складних умовах почав діяти спортовий гурток у Тухолі. В 1921 р. у таборі в Стрілковому було відкрито «спортову гімназію». Ця «гімназія» охоплювала близько 400 таборян. Навчання в цій гімназії відбувалося «кожний день до 10 години вечора, освоюючи таких галузей спорту як легкоатлетика, важкоатлетика, машинна гімнастика, вільні рухи, французька та американська боротьба, бокс, джіу-джитсу, фехтовання, різноманітні ігри».
У Стрілковському таборі спортивний рух набув чи не найбільшої популярності. Відбувалися змагання таборян з іншими командами з волейболу, футболу, легкої атлетики, тенісу, боротьби. Зокрема, добре вкомплектованою була команда борців: Чернявський, Хомичевський, Кузьменко, Теліженко, Масюкевич. Окремо хотілось би звернути увагу на 23 літнього Миколу Масюкевича, який у подальші роки, зберігши любов до спорту, стане впливовою фігурою в українському закордонному спортивному русі. А тоді, у 1922 році знавці спорту характеризували його як молодого спортсмена, що «визначається надзвичайною ловкістю та вертлявістю під час боротьби та завжди заховує спокій та зимнокровність». Крім боротьби М. Масюкевич відзначався і як футбольний воротар. Збірна табору з французької боротьби двічі (при допомозі YMCA) виїздила на змагання до м. Загурова й «обидва рази з аншлагом — всі квитки продані».
Популярністю у таборі Стрілково користувалася легка атлетика. Наведемо тільки деякі рекордні результати 1922 року: 100 м — 12 с (Малюшин); стрибок у довжину з місця — 259 см (Гадзяцький); стрибок з жердиною — 280 см (Малюшин); стрибок у довжину — 524 см (Малюшин).
Спортивна робота у таборі набула такого масштабу, до занять прилучаються навіть польські охоронці.
Наприкінці літа 1922 року інтернованих табору Стрілково було переведено до інших польських таборів — Каліш і Щипйорно. У цих таборах захоплення спортом було не меншим. Спершу ініціативною групою було зорганізовано «Старшинський Спортовий Гурток 2-ї стр. Волинської дивізії». Було утворено футбольну команду, товариство «Сокіл», «Гімастично-фехтувальну Школу 3-ї Залізної дивізії» та інші спортивні гуртки. Підкреслимо, що спортивний рух в таборі був достатньо впорядкований.
Популярністю користувались таборові першості з волейболу, боротьби, футболу. Волейбольна команда табору Каліша з успіхом виїжджала на змагання до Лодзі, а футболісти зустрічалися з багатьма польськими командами. Керівники «Спортового Гуртка» подбали про окреме приміщення для занять, закупили для спортсменів прилади, гімнастичний одяг. Проводились також масові прогулянки та влаштовувалися спортивні свята-олімпіади.
Цікава деталь, що саме в таборі Каліша Василь Авраменко зорганізував танцювальну і хорову групу, пізніше відому у світі під назвою «школа національного танку В. Авраменка».
Не менш цікавою сторінкою в українському еміграційному житті в таборах Польщі було існування в Щипйорно «Школи Вкраїнських Пластунів». До цієї Школи було зібрано більше 100 хлопчиків шкільного віку, які разом з українськими бійцями опинились у різних таборах для військовополонених. У вихованні цих дітей особливу увагу було звернено на стан їхнього здоров'я та на фізичну підготовку. До програми навчання було включено гімнастику, легку атлетику, спортивні ігри, бокс та ін. види спорту. Незабаром у школі виникли юнацькі команди, які «могли з успіхом змагатися з командами польських шкіл».
Особливого зацікавлення викликає факт існування у польських таборах унікального у своєму роді видання — журналу «Спортсмен» українською мовою. У колишніх спецфондах наукової бібліотеки ім. В. Стефаника у Львові зберігається один із примірників журналу — «щомісячного друкованого органу інтернованих спортсменів таборів Польщі», датованого липнем-серпнем 1922 р. (число 4-5). Про попередні чи наступні числа журналу відомості відсутні, проте збережений до сьогодні журнал «Спортсмен» — важливе свідчення популярності спорту у невідрадних умовах чужини.
Важкий період перебування українських військовиків в таборах для інтернованих закінчився влітку 1923 року. Але саме у цих таборах на території Німеччини, Австрії, Чехословаччини та Польщі розпочалась перша сторінка історії українського спорту за межами українських земель.

## Значення перших спортивно-руханкових осередків
Оцінюючи значення й роль цих перших спортивно-руханкових осередків на чужині, підкреслимо ключові моменти:
- спортивно-руханкові осередки сприяли зміцненню морального стану українського депортованого вояцтва, підтримували рівень його військово-фізичної підготовки;
- спортивно-руханкові осередки були важливим чинником культурно-просвітницької роботи серед колишніх бійців, одним Із факторів українізації військовиків;
- організована діяльність спортивних осередків уможливлювала підготовку інструкторів-організаторів гімнастичних товариств та сприяла виявленню талановитих спортсменів в окремих видах спорту;
- спортивний рух в таборах для інтернованих у роки Першої Світової війни сприяв зародженню та розвиткові за межами Батьківщини українського студентського і робітничого спорту, тобто був підґрунтям усього українського еміграційного спорту.

Однією з багатих на події сторінок в історії українського спортивного руху на чужині стало міжвоєнне двадцятиліття. Державницькі устремління українців частково перемістилися за межі українських земель. Український рух на різних землях не був єдиним, оскільки розвивався під впливом Москви, Польщі, Румунії, Угорщини та Чехословаччини. Водночас за межами українських земель лідери еміграційного спорту 20—30-х років мали змогу не тільки об'єднуватись і плекати національні традиції, але й набувати передовий європейський досвід у справі фізичного виховання та спорту.
Саме на початку 20-х років засновуються перші українські спортивні осередки у Сполучених Штатах Америки та в інших заокеанських країнах, однак центром українського еміграційного спортивного життя того часу стала Чехословаччина.
В українському еміграційному спорті 20-30-х років чітко окреслювалось декілька напрямків: студентський спортивний рух, сокільський рух та молодіжний рух, пов'язаний із організаціями «Січ», «Пласт».

## Студентський спортивний рух
«Українська еміграція силою обставин змушена була припинити збройну боротьбу, але, не гаючи часу вхопилася за іншу зброю. При допомозі братнього чехословацького народу засновуються в Чехословаччині українські високі школи, до яких зголошуються сотнями недавні вояки, що вже зазнали досить злиденного таборового життя» — так розпочиналась нова сторінка в історії українського еміграційного життя. Центрами українського студентського руху стають Прага та Подєбради. В цих і інших чеських містах було відкрито для української молоді насамперед: Український Вільний Університет, переведений у жовтні 1921 року з Відня до Праги, Українську Господарську Академію (УГА) в Подєбрадах (1922) та Український високий педагогічний інститут ім. Драгоманова у Празі /І925 р./. Саме у цих навчальних закладах утворюються перші українські спортивні товариства, а у їх стінах отримали вищу освіту майбутні лідери українського спорту Галичини 30-х років, зокрема, Василь Прохода (закінчив УГА в 1927 р., інженер-лісівник) та Ярослав Благітка (закінчив УГА в 1933 р., інженер-гідротехнік).
В 1921 році празькі студенти-українці заснували «Український Студентський Спортовий Кружок» (УССК). У цьому гуртку крім занять легкою атлетикою, плаванням, футболом та тенісом, проводились теоретичні заняття, організовувались змагання з чеськими командами. Крім УССК існувало ще одне студентське спортивне об'єднання, яке виникло влітку 1923 року силами наддніпрянських студентів Праги — Українське Спортове Брацтво «ТУР». Це братство мало у своїй структурі 6 відділів, серед яких: відділ «чистого спорту» із секціями важкої атлетики, легкої атлетики, фехтування та «вільних рухів»; відділ "спортових ігор із секціями футболу, гокею, ситківки, крокету і «скраглів»; відділ культурно-просвітній; відділ туристичний із секціями верхової їзди, велосипедного спорту, стрільби, лижного спорту та мисливства; шаховий відділ та «відділ скаутінгу». Уже сама структура товариства свідчила про неабияку масштабність спортивної роботи серед студентів. Це товариство очолив студент Микола Хворостенко, який відзначався своїми спортивними здобутками. Кілька разів він перемагав у чемпіонаті Праги з греко-римської боротьби у важкій вазі, виступав і у міжнародних студентських спортивних змаганнях.
Поступово спортивні товариства українських студентів виникають і у інших містах Чехії: Подєбрадах, Пршібрамі, Брні, Йозефові, а також і за межами Чехії: у Відні, Берліні, Данцігу. Цьому сприяли керівники організацій українського студентства.
У 1923 році виникає «Український Спортовий Клуб» у Подєбрадах, який згодом отримав назву «Дніпро». Серед його членів було близько 100 студентів, які займалися в секціях футболу, волейболу, легкої атлетики, плавання і фехтування. При цьому клубі існувало також і сокільська секція, яка невдовзі відокремилась у самостійну організацію.
Утворення декількох українських спортивних клубів викликало потребу в координації їхньої діяльності. Спочатку в січні 1923 року при Союзі Українського Студентства була сформована «спортова референтура», а вже у 1924 році почав свою діяльність Союз українських спортових товариств Праги, Подєбрад, Брна, Пршібраму та Йозефова. Тобто було створено логічну структуру українського еміграційного спорту — клуби на місцях та орган їхнього управління. Це дозволило значно ефективніше проводити спортивну роботу. В травні 1924 року в Празі відбулися Українські Спортові Ігрища за участю членів студентських товариств Праги, Подєбрад, Пршібраму і Йозефова.
Серед українських студентів-спортсменів, за даними дослідників українського еміграційного руху цього періоду, з'явився навіть учасник Олімпійських ігор. В Парижі на міжнародній спортовій Олімпіаді в 1924 р. з українських студентів брав участь Фовицький. Ймовірно, що А. Фовицький, який виділявся своїми неабиякими спортивними здібностями ще у військовому таборі Німецького Яблонного, виступав у складі чеської збірної.
Важливий захід відбувся в середині жовтня 1925 р. Союз українських спортових товариств зорганізував і провів у Подєбрадах Українську Спортову Олімпіаду, на яку з'їхалося близько 300 українських студентів.
У подальші роки активність студентського спортивного руху значно знижується. Останнім великим успіхом українського «високошкільного спорту» було здобуття в 1937 р. першості Праги серед вищих навчальних закладів з футболу.
Існували також окремі робітничі спортивні гуртки, їх організовували колишні українські інтерновані бійці, які виїздили з таборів на працю до різних міст Чехії. Зокрема, діяльними були спортовий гурток «Україна» у Липніку на Мораві (керівник — Церковний), спортивні секції у Пардубиці (керівник — Метелик) та Градці-Краловому.

## Український сокільський рух у 1920—1930-ті роки

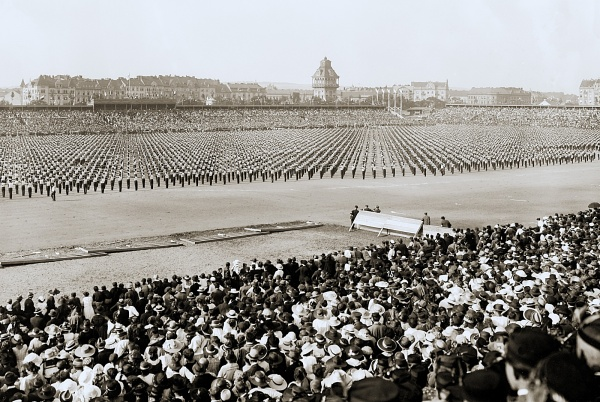
Зліт товариства «Сокіл». Прага. 1920 рік

Однак, із середини 20-х років роль лідера еміграційного спортивного руху переймають на себе сокільські осередки. У березні 1925 року осідок Союзу українських спортових товариств переміщено із Праги до Подєбрад, де цей керівний орган перебирає на себе функції координації діяльності українських товариств «Сокіл». Таку переміну акцентів не можна вважати випадковою, як і не слід сприймати її як причину занепаду українського студентського спорту. Варто мати на увазі, що спортивно-руханкове життя українських емігрантів відбувалося, в основному, на чеській землі, на батьківщині Мірослава Тирша, серед добре зорганізованої, масової й історично важливої для чехів, сокільської праці.
Із середини 20-х років український сокільський рух ставав також помітним явищем у житті української еміграції інших країн Європи — Франції, Югославії, та серед українських поселенців Аргентини й Бразилії.
Початок українського еміграційного сокільства було покладено в Чехії. На відміну від польського, явно негативного, відношення до українського сокільства в Галичині і повну заборону сокільства на Наддніпрянщині, чеська влада та керівники чеського «Сокола» прихильно ставились до намагань українців організувати сокільські гуртки. Перші осередки «Українського Сокола» утворилися в рамках чеських сокільських товариств. З часом, набравшись досвіду, вивчивши методику проведення занять, осередки «Українського Сокола» перетворювались на самостійні товариства. Так було в Подєбрадах, Брні, Празі, Ліберцях та інших містах. Роберт Кратохвіль, один із представників тогочасної влади у Подєбрадах, виступаючи на святі українського сокільства, зазначав, що чехи-подєбрадці історичною подією називають те, що їм доводиться вітати перше, організоване за кордоном, українське сокільське товариство. Взагалі, чесько-українські сокільські взаємини були досить глибокими. На думку чехів, з усіх слов'янських народів саме "серед українського народу є найродючіше поле для розвитку сокільської ідеї, що «ані росіяни, ані поляки просто не в стані зрозуміти сокільських засад». Один із співпрацівників Мірослава Тирша, Прагр сказав у виступі на «Тіловправній Академії руханкового товариства „Український Сокіл“ в Подєбрадах»: «Щиро бажаю, щоб ви на своїх землях перевели в життя те, чому навчилися від нас, і що дало нам, чехам, змогу здобути свою самостійну державу». Саме такою метою і керувались лідери українського сокільства на чужині.
Напередодні VIII Всесокільського Здвигу на розширеному засіданні Ради «Українського Сокола» в Подєбрадах представники сокільських товариств вирішили утворити Центральний Український Сокільський Комітет, який діяв з 18 квітня 1926 року до 27 жовтня 1929 року. Зі створенням цього Комітету сокільська праця активізується, налагоджується стале листування з Львівським «Соколом-Батьком» (заснований у 1894 р.), як з головною організацією українського сокільства. Стараннями голови Комітету М. Єреміїва було отримано зі Львова повноваження представляти українське сокільство на Всесокільському Здвизі 1926 р. у Празі. «Ми, українці, мусимо стати як рівні в ряд представників державних народів Європи. Мусимо піти в поході в українських одностроях під українським сокільським прапором. Мусимо засісти в ареопазі севільських старшин всіх народів. Мусимо стати до вправ і тим довести, що в біді та недолі ще не вмерли славні традиції козацької нації» — такими були прагнення лідерів «Українського Сокола» в Чехії. Незважаючи на матеріальні труднощі, протести російських та польських соколів, ці наміри вдалося здійснити. Українська делегація у складі 53 соколів брала участь у цьому Всесокільському святі і була удостоєна прийому чехословацьким Президентом Т. Масариком. Українське сокільство було не просто частиною спортивно-гімнастичного руху, але й важливою складовою частиною українського еміграційного руху.

У березні 1928 року подорожуючи по Європі, до українських соколів Чехії завітав проф. Іван Боберський, який мешкав тоді в Канаді. Вдруге подібна поїздка проф. І. Боберського відбулася у 1935 році. Боберський прагнув ближче познайомитись з українським еміграційним рухом, підтримати спортових лідерів. Про непересічний авторитет проф. Боберського серед української молоді, багато хто з якої вперше зустрічалися з Боберським, свідчать рядки з листа одного з подебрадських соколів Ярослава Благітки до управи «Сокола-Батька», датованого 28 березня 1928 року:
Вчора були потрясені Подєбради о приїзді Івана Боберського, ... лише півдня і ніч — та зоставив незатерте враження чогось приємного, свого… Мова була коротка — ясна і так потягаюча, що слухали ми його як щось, чого в Подєбрадах до тепер не було… Потім ми потягли його в ресторацію, де до 3 ночі слухали новостей. Ні про кого не говориться тепер, як о професору…
Поступово український сокільський рух набуває нових форм, організовуються нові сокільські осередки не тільки в Чехії, але і в інших країнах, де розселялися українські емігранти. Кропітка сокільська праця спричинилась до того, що ініціативний з'їзд представників різних українських сокільських товариств проголосив про створення в 1932 році Союзу Українського Сокільства за кордоном (СУСзаК). У своїй діяльності ця організація опиралась на діяльність українських сокільських товариств Подєбрад, Праги, Пардубиць, Ржевниць, Брна, Ліберця та інших міст. Вся робота проводилась у 4 комісіях: руханковій, культурно-освітній, господарській, впорядковій. СУСзаК діяв виключно на громадських засадах. Щороку скликалися з'їзди СУСзаК. Унікальним можна вважати факт видання в Празі щомісячного часопису «Український Сокіл» — органу СУСзаК. Цей часопис, який друкувався протягом чотирьох років, починаючи від 1934 року, став важливою подією в історії української спортивної періодики. Використовуючи друковане слово, Союз Українського Сокільства за кордоном поширював правду про складну долю своїх співвітчизників на поневолених українських землях у складні 30-ті роки. Голос українських соколів звучав спільно з іншими національно-культурними та політичними організаціями української еміграції.
Активна праця СУСзаК сприяла поширенню ідеї «Українського Сокола» в інших державах, де розселилися українці. Найбільш помітною й впливовою була діяльність сокільських осередків в Аргентині. У квітні 1931 року було утворено «Український Сокіл» в Буенос-Айресі, який взагалі став осередком усього українського національно-культурного й громадського життя аргентинських українців. Згодом відкрилися філії «Українського Сокола» в провінції Кордоба — у Ла-Фальді та Ляс-Тунасі. Унікальне, що в 1934 році в Буенос-Айресі вийшло декілька чисел ілюстрованого журналу українського товариства «Сокіл» в Південній Америці «Український Сокіл».
В середині 30-х років були зроблені спроби організації товариств «Український Сокіл» в Парижі та на Далекому Сході в Шанхаї.

## Січ і Пласт
Аналізуючи розвиток спортивно-гімнастичного руху серед української еміграції першої половини XX ст., не можна оминути такі українські структури, як «Січ» і «Пласт» та діяльність їх керівних органів: заснованого в 1927 році в Празі «Українського Січового Союзу» та «Союзу Українських Пластунів-емігрантів» (Прага).
Ці молодіжні українські інституції, разом з іншими спортивно-гімнастичними товариствами, хоч у складних, але вільних для розвитку умовах еміграції були потужним фактором виховання української молоді на чужині та важливим чинником в українському міжнародному житті.

## Підсумки
Діяльність українських спортивних, сокільських, січових та пластових товариств українських емігрантів сформувала засади подальшого розвитку українського спорту в умовах діаспори ряду західних держав другої половини XX століття.